# Habenaria grandifloriformis
Habenaria grandifloriformis är en orkidéart som beskrevs av Ethelbert Blatter och Mccann. Habenaria grandifloriformis ingår i släktet Habenaria och familjen orkidéer. Inga underarter finns listade i Catalogue of Life.